# Lon Chaney Jr.
Lon Chaney Jr. (10 de fevereiro de 1906 – 12 de julho de 1973) foi um ator estadunidense, filho do ator Lon Chaney Sr.. Ficou mais conhecido por atuar em filmes de horror envolvendo criaturas místicas.

## Biografia
Seu nome verdadeiro era Creighton Tull Chaney. Filho do Ator Lon Chaney com Frances Cleveland Creighton Chaney, cantora que acompanhou Chaney pelos Estados Unidos, nasceu no estado de Oklahoma. O casamento de seus pais era conturbado, resultando na tentativa de suicídio de sua mãe em 1913. Com a repercussão do caso, a justiça determinou que Creighton, então com oito anos de idade, deveria ficar sob os cuidados de uma instituição para órfãos e filhos de pais separados. Creighton retornou a morar com seu pai quando este se casou pela segunda vez e comprou uma casa, no ano de 1915. Creighton desde cedo quis ser ator, mas seu pai sempre o aconselhou a não seguir esta carreira. Seu pai faleceu no ano de 1931, e então Chaney decidiu tentar a carreira no cinema.

## Início da Carreira
Lon Chaney Jr. teve seu primeiro trabalho no cinema em um ponta não creditado no filme Girl Crazy, do ano de 1932, porém somente adotou o nome artístico em alusão a seu pai anos depois. Foi após o filme Of Mice and Man, de 1939, que obteve certo destaque. Em 1941, obteve um contrato com a Universal Pictures, estrelando o filme Man made Monster.

## A Fama
Em 1941, Chaney teve a oportunidade de interpretar seu personagem mais famoso, Larry Talbot, o Lobisomem, no clássico The Wolf Man, da Universal Pictures. O filme foi um enorme sucesso e possibilitou a continuação do personagem em vários outros filmes e a consolidação de Chaney Jr. Seus principais filmes foram Frankenstein encontra o Lobisomem, O Filho de Drácula, A Casa de Drácula, A Casa de Frankenstein, Ghost of Mummy, dentre a participação em diversos westerns. A imagem de Chaney se tornou popular, e as comparações com seu pai foram inevitáveis. Os personagens de Chaney tinham como maior característica seu nível dramático, geralmente personagens com conflitos psicológicos, o que garantiu uma imagem mais humana em sua interpretação do Filho de Drácula e O Lobisomem.

## Declínio
Assim como Bela Lugosi e Boris Karloff, Chaney teve dificuldades com o declínio da Universal na década de 40. Porém conseguiu conquistar papéis fora do gênero terror, principalmente na década de 1950, mas sem nunca mais obter a fama dos anos 40. Paralelo ao cinema, Chaney era uma pessoa de temperamento forte, garantindo sua fama de temperamental e brigão. Alcoólatra, tentou cometer suicídio duas vezes, a mais relevante sendo no ano de 1948, durante as filmagens de Abott and Costelo meet Frankenstein. Seu último filme foi Drácula vs. Franknestein, em 1971.

## Morte
No fim dos anos 60 já se encontrava em saúde precária, vitimado pelo câncer de garganta e pela beribéri, consequência de seu acentuado alcoolismo. Chaney faleceu no ano de 1973, vitimado por um ataque cardíaco.

## Filmografia
| - The Galloping Ghost (1931) - Girl Crazy (1932) - The Roadhouse Murders (1932) - Bird of Paradise (1932) - The Most Dangerous Game (1932) - The Last Frontier (seriado, 1932) - The Black Ghost (versão editada de The Last Frontier, 1932) - Lucky Devils (1933) - The Three Musketeers (seriado, 1933) - Son of the Border (1933) - Scarlet River (1933) - Sixteen Fathoms Deep (1934) - The Life of Vergie Winters (1934) - Girl of My Dreams (1934) - The Marriage Bargain (1935) - Hold 'Em Yale (1935) - A Scream in the Night (1935)Accent on Youth (1935) - The Shadow of Silk Lennox (1935) - The Singing Cowboy (1936) - Undersea Kingdom (seriado, 1936) - Ace Drummond(seriado, 1936) - Killer at Large (1936) - Rose Bowl (1936) - The Old Corral (1936) - Cheyenne Rides Again (1937) - Love Is News (1937) - Midnight Taxi (1937) - Secret Agent X-9 (1937) - That I May Live (1937) - This Is My Affair (1937) - Angel's Holiday (1937) - Born Reckless (1937) - Wild and Woolly (1937) - The Lady Escapes (1937) - One Mile From Heaven (1937) - Thin Ice (1937) - Charlie Chan on Broadway (1937) - Life Begins in College (1937) - Wife, Doctor, and Nurse (1937) - Second Honeymoon (1937) - Checkers (1937) - Love and Hisses (1937) - City Girl (1938) - Happy Landing (1938) - Sally, Irene, and Mary (1938) - Mr. Moto's Gamble (1938) - Walking Down Broadway (1938) - Alexander's Ragtime Band (1938) - Josette (1938) - Speed to Burn (1938) - Passport Husband (1938) - Straight Place and Show (1938) - Submarine Patrol (1938) - Road Demon (1938) - Jesse James (1939) - Union Pacific (1939) - Charlie Chan in City in Darkness (1939) - Of Mice and Men (1939) - Frontier Marshal (1939) - North West Mounted Police (1940) - One Million B.C. (1940) - Too Many Blondes (1941) - Billy the Kid (1941) - Man Made Monster (1941) - San Antonio Rose (1941) - Riders of Death Valley (seriado, 1941) - Badlands of South Dakota (1941) - The Wolf Man (1941) - North to the Klondike (1941) - Overland Mail (1942) - The Ghost of Frankenstein (1942) - Keeping Fit (1942) - Eyes of the Underworld (1942) - The Mummy's Tomb (1942) - Frontier Badmen (1943) - Frankenstein Meets the Wolf Man (1943) - What We Are Fighting For (1943) - Son of Dracula (1943) - Crazy House (1943) - Calling Dr. Death (1943) - Weird Woman (1944) - The Mummy's Ghost (1944) - Cobra Woman (1944) - The Ghost Catchers (1944) - House of Frankenstein (1944) | - The Mummy's Curse (1944) - Here Come The Co-Eds (1945) - The Frozen Ghost (1945) - Strange Confession (1945) - House of Dracula (1945) - The Daltons Ride Again (1945) - Pillow of Death (1945) - Desert Command (1946) - My Favorite Brunette (1947) - Laguna U.S.A. (1947) - Albuquerque (1948) - The Counterfeiters (1948) - Abbott and Costello Meet Frankenstein (1948) - 16 Fathoms Deep (1948) - Captain China (1950) - There's a Girl In My Heart (1950) - Once a Thief (1950) - Inside Straight (1951) - Bride of the Gorilla (1951) - Only the Valiant (1951) - Behave Yourself! (1951) - Flame of Araby (1951) - The Bushwhackers (1952) - The Thief of Damascus (1952) - Battles of Chief Pontiac (1952) - High Noon (1952) - Springfield Rifle (1952) - The Black Castle (1952) - Raiders of the Seven Seas (1953) - Bandit Island (1953) - A Lion Is in the Streets (1953) - The Boy from Oklahoma (1954) - Casanova's Big Night (1954) - The Big Chase (1954) - Passion (1954) - The Black Pirates (1954) - Jivaro (1954) - Big House, U.S.A. (1955) - I Died a Thousand Times (1955) - The Indian Fighter (1955) - Not as a Stranger (1955) - The Silver Star (1955) - The Black Sleep (1956) - Indestructible Man (1956) - Manfish (1956) - Pardners (1956) - Daniel Boone: Trail Blazer (1956) - Hawkeye and the Last of the Mohicans (1957) - Television series - Along the Mohawk Trail (1957) - The Redmen and the Renegades (1957) - The Pathfinder and the Mohican (1957) - The Cyclops (1957) - The Defiant Ones (1958) - The Alligator People (1959) - Mney, Women, and Guns (1959) - 13 Demon Street (1959) - Television series - House of Terror (1960) - The Phantom (1961) - The Devil's Messenger (1961) - Rebellion in Cuba (1961) - The Haunted Palace (1963) - Face of the Screaming Werewolf (1964) - Law of the Lawless (1964) - Witchcraft (1964) - Stage to Thunder Rock (1964) - Spider Baby (1964) - House of Black Death (1965) - Young Fury (1965) - Black Spurs (1965) - Town Tamer (1965) - Johnny Reno (1966) - Sharad of Atlantis (1966) - Apache Uprising (1966) - Welcome to Hard Times (1967) - Blood of Dracula's Castle (1967) - Dr. Terror's Gallery of Horrors (1967) - Hillbillys in a Haunted House(1967) - The Far Out West (1967) - Cannibal (1968) - Buckskin (1968) - The Fireball Jungle (1969) - The Female Bunch (1969) - A Stranger in Town (1969) - Dracula vs. Frankenstein (1971) |